# Tapholeon chappuisius
Tapholeon chappuisius is een eenoogkreeftjessoort uit de familie van de Laophontidae. De wetenschappelijke naam van de soort is voor het eerst geldig gepubliceerd in 1957 door Krishnaswamy.